# IC 3043
IC 3043 ist eine Spiralgalaxie vom Hubble-Typ S im Sternbild Jungfrau auf der Ekliptik. Sie ist schätzungsweise 419 Millionen Lichtjahre von der Milchstraße entfernt und hat einen Durchmesser von etwa 85.000 Lichtjahren.

Im selben Himmelsareal befinden sich u. a. die Galaxien NGC 4207, IC 3025, IC 3037, IC 3069.
Das Objekt wurde am 7. Mai 1904 von Royal Harwood Frost entdeckt.